# 보령우체국
보령우체국은 충청남도 보령시 전역을 관할하는 충청지방우정청 소속의 우체국이다.

## 기본 정보
- 우편번호: 355-800
- 주소: 충청남도 보령시 터미널길 29

## 연혁
- 1914년 10월 14일: 대천우편소 개소(보령군 대천면 대천리 203-3)
- 1949년 8월 3일: 대천우편국 개칭
- 1950년 1월 12일: 대천우체국 개칭
- 1959년 5월 27일: 대천우체국 이전(보령군 대천면 대천리 189-6)
- 1971년 7월 1일: 사무관국 승격
- 1988년 1월 1일: 대천우체국 이전(보령군 대천읍 대천리 187-8)
- 1995년 3월 23일: 보령우체국 개칭
- 2007년 12월 17일: 보령우체국 이전(보령시 궁촌동 339-2)
- 2015년 7월 20일: 우편구역을 다음과 같이 고시[1]

| 배달국         | 배달구역                                                   | 구역번호                                        |
| -------------- | ---------------------------------------------------------- | ----------------------------------------------- |
| 보령우체국     | 보령시 동 전체, 남포면 · 주교면 · 주포면 · 성주면 · 청라면 | 33409 ~ 33410 33414 ~ 33417 33421 ~ 33502 33509 |
| 보령웅천우체국 | 웅천읍 · 주산면 · 미산면                                   | 33503 ~ 33508 33510 ~ 33522                     |
| 오천우체국     | 오천면 · 천북면 · 청소면                                   | 33400 ~ 33408 33412 ~ 33413 33418 ~ 33420       |
| 원산도우체국   | 오천면 원산도                                              | 33411                                           |

- 2017년 12월 29일: 청라우체국 별정우체국 지정 해제[2]
- 2018년 2월 28일: 청라우체국 폐국[3]
- 2018년 3월 2일: 보령청라출장소 신설[3]
- 2018년 11월 10일: 천북우체국 별정우체국 지정 해제 및 폐국[4]
- 2018년 11월 12일: 보령천북출장소 신설[4]

## 관할 우체국
| 우체국명           | 사진 | 주소                                            | 비고                                                       |
| ------------------ | ---- | ----------------------------------------------- | ---------------------------------------------------------- |
| 남포우체국         |      | 충청남도 보령시 남포면 충서로 1839-8 (옥서리)   |                                                            |
| 대천어항우편취급국 |      | 충청남도 보령시 대천항중앙길 6 (신흑동)         |                                                            |
| 대천해수욕장우체국 |      | 충청남도 보령시 머드로 69 (신흑동)              |                                                            |
| 미산우체국         |      | 충청남도 보령시 미산면 만수로 1102 (도화담리)   |                                                            |
| 보령대천동우체국   |      | 충청남도 보령시 중앙로 78 (대천동)              |                                                            |
| 보령성주우체국     |      | 충청남도 보령시 성주면 성주중앙길 39(성주리)    |                                                            |
| 보령웅천우체국     |      | 충청남도 보령시 웅천읍 장터7길 5 (대창리)       |                                                            |
| 보령주교우편취급국 |      | 충청남도 보령시 중앙로 210(대천동)              |                                                            |
| 보령천북출장소     |      | 충청남도 보령시 천북면 홍보로 462               | 2018년 11월 12일 신설                                      |
| 보령청라출장소     |      | 충청남도 보령시 청라면 원모루길 223             | 2018년 3월 2일 신설                                        |
| 보령한내우편취급국 |      | 충청남도 보령시 작은오랏3길 22(동대동)          |                                                            |
| 오천우체국         |      | 충청남도 보령시 오천면 충청수영로 825 (소성리)  |                                                            |
| 원산도우체국       |      | 충청남도 보령시 오천면 원산도3길 398 (원산도리) |                                                            |
| 주산우체국         |      | 충청남도 보령시 주산면 충서로 411-7(금암리)     |                                                            |
| 주포우체국         |      | 충청남도 보령시 주포면 보령읍성길 80-19(보령리) |                                                            |
| 천북우체국         |      | 충청남도 보령시 천북면 하궁길 34 (하만리)       | 2018년 11월 10일 별정우체국 폐국                           |
| 청라우체국         |      | 충청남도 보령시 청라면 원모루길 234 (나원리)    | 2017년 12월 29일 별정우체국 지정 해제 2018년 2월 28일 폐국 |
| 청소우체국         |      | 충청남도 보령시 청소면 청소큰길 185 (진죽리)    |                                                            |

## 조직
- 영업과
- 우편물류과
- 경영지도실